# شاهدة الادعاء
شاهدة الادعاء أو شاهدة إثبات (بالإنجليزية: The Witness for the Prosecution) قصة قصيرة ومسرحية كتبتها أجاثا كريستي. وقد نُشرت القصة في البداية في طبعة فلين الأسبوعية 31 يناير 1925، وفي عام 1933 تم نشر القصة في المجموعة القصصية كلب الموت في المملكة المتحدة وكان على الجمهور الأمريكي الانتظار إلى عام 1948 حيث تم تضمين القصة في شاهدة الادعاء وقصص أخرى

## الترجمة العربية
- قام الاديب الراحل عمر عبد العزيز أمين بترجمة القصة تحت عنوان «شاهدة إثبات» ونشرت من دار ميوزيك للطبع والنشر. وتحمل الرواية الرقم (53) ضمن السلسلة.
- قام بترجمتها محمد عبد المنعم جلال تحت عنوان «شاهدة الإثبات» نشرت مع قصص أخرى في مجموعة قصصية «المصيدة»، دار ومطابع المستقبل.